# Карабыйык, Лале
Лале Карабыйык (тур. Lale Karabıyık; 22 августа 1965, Биледжик — 20 июля 2025, Бурса) — турецкая преподавательница и политик.

## Биография
Лале Карабыйык родилась в 1965 году в Биледжике. В 1982 году она окончила старшую школу Эртугрул Гази. В 1986 году — университет Улудаг. В 1989 году она получила степень магистра институте социальных наук при университете Улудаг. В 1993 года Карабыйык получила там же степень доктора философии. С 1994 года преподавала бухучёт и финансы в университете Улудаг. Опубликовала 6 книг и 29 статей.

### Личная жизнь
С 1982 года жила в Бурсе. Была замужем за Незихом Карабыйыком. У них один ребёнок.
В 2011 году Карабыйык баллотировалась в Великое национальное собрание от республиканской народной партии, но не смогла набрать необходимого количества голосов. В феврале 2015 года Лале Карабыйык ушла из университета Улудаг, чтобы заняться политикой. В июне того же года она была избрана членом Великого национального собрания от Бурсы. В ноябре 2015 года была переизбрана.
Скончалась 20 июля 2025 года в возрасте 59 лет от саркомы мягких тканей в Бурсе.